# Ophiuche comes
Ophiuche comes är en fjärilsart som beskrevs av Butler 1882. Ophiuche comes ingår i släktet Ophiuche och familjen nattflyn. Inga underarter finns listade i Catalogue of Life.